# Friedrich von der Schulenburg (général)
Ne doit pas être confondu avec Friedrich von der Schulenburg (homme politique).
Pour les articles homonymes, voir Schulenburg (homonymie).
Friedrich Bernhard Karl Gustav Ulrich Erich comte von der Schulenburg (né le 21 novembre 1865 à Bobitz et mort le 19 mai 1939 à St. Blasien) est un général de cavalerie allemand ainsi qu'un homme politique (DNVP / NSDAP) et SS Obergruppenfuhrer.

## Biographie
Friedrich est le second fils de Werner comte von der Schulenburg (1832-1880) et de son épouse Mary, née baronne von Maltzahn (1843-1900).
Il étudie d'abord quelques semestres à l'Université de Heidelberg, où il devient membre du Corps Saxo-Borussia Heidelberg en 1887. En 1888, il entre au 2e régiment d'uhlans de la Garde à Berlin. Transféré au régiment des Gardes du Corps en 1890, il devient adjudant régimentaire en 1894 et adjudant en 1897 du duc Jean-Albert de Mecklembourg. En 1899, il est affecté au Grand État-Major de Berlin. Après y avoir occupé divers postes, il est attaché militaire à l'ambassade de l'Empire allemand à Londres de 1902 à 1906. En 1913, Schulenburg devient commandant du régiment des Gardes du Corps. Dans le même temps, l'empereur Guillaume II le nomme son aide de camp.
En tant que chef d'état-major général du corps de la Garde, il entre sur le terrain en 1914 avec le grade de lieutenant-colonel. En 1915, il est promu colonel et nommé le 28 août 1916 chef d'état-major général de la 6e armée. En novembre 1916, Schulenburg devient chef d'état-major du groupe d'armées prince héritier allemand qui, à partir de février 1917, est engagé dans les batailles défensives les plus lourdes sur l'Aisne et en Champagne. Après qu'une tentative de percée française à grande échelle sous les ordres du général Nivelle ait été repoussée en avril 1917, Schulenburg, avec le prince héritier Guillaume, estime que ce succès partiel doit être utilisé politiquement afin "de mettre fin à la guerre en toutes circonstances"., mais avec des sacrifices". Il envisage de renoncer à l'Alsace-Lorraine et juge nécessaire "une paix sage et clairvoyante avec la Russie" sans annexions ni réparations. Il considère qu'il est impossible que l'Allemagne ait encore la force de se battre pour une paix victorieuse. Les 8/9 novembre 1918, le général de division (juin 1918) plaide en vain au grand quartier général de Spa contre l'abdication de Guillaume II et pour que l'armée soit déployée contre la révolution. Après la fin de la guerre, Schulenburg est transféré le 28 décembre 1918 aux officiers de l'armée et est libéré du service actif le 29 mars 1920 avec le caractère de major général ; il se retire dans ses propriétés du Mecklembourg.
En décembre 1924, Schulenburg est élu au Reichstag en tant que membre du Parti national populaire allemand, dont il est membre pendant près de trois ans et demi pour cette législature. Pendant ce temps, il maintient des contacts amicaux avec l'ancien prince héritier Guillaume de Prusse, et des questions politiques sont également discutées. En décembre 1931, Schulenburg rejoint le NSDAP (numéro de membre 852 947) et est député du Reichstag pour le NSDAP après le transfert du pouvoir aux nationaux-socialistes. Il rejoint également la SA en 1933. Au début de 1934, il est mandaté par l'OSAF en tant qu'expert sur les questions militaires pour créer une base pour la construction de la Wehrmacht avec les dirigeants de la Reichswehr. Au cours de l'affaire Röhm, il survit aux meurtres de dirigeants SA en tant que SA Oberfuhrer et membre de l'état-major d'Ernst Röhm. Passé de la SA à la SS en mars 1936, il est promu deux fois dans la SS, chef de brigade et chef de groupe. Quelques mois avant sa mort, il est promu SS Obergruppenfuhrer.
Le 1er avril 1938, à l'occasion du 50e anniversaire de son service dans l'armée, il reçoit le caractère de général de cavalerie. Il est attaché militaire et travaille notamment à Londres et à Moscou.
Il décède à 74 ans. Adolf Hitler est personnellement présent à ses funérailles et, entre autres, présente ses condoléances à son fils et plus tard combattant de la résistance Fritz-Dietlof.

## Descendance
Le 21 juillet 1897, il se marie avec la comtesse Freda-Marie von Arnim (1873–1939) à Muskau. Les enfants suivants sont nés de ce mariage :
- Johann Albrecht (1898-1944), propriétaire foncier, capitaine de cavalerie
- Wolf-Werner (de) (1899-1944), chef de brigade SA, avocat administratif, lieutenant-colonel de réserve et commandant du 13e régiment de parachutistes
- Adolf Heinrich (1901-1940), SA Obersturmführer
- Fritz-Dietlof (1902-1944), vice-président de la province prussienne de Silésie, lieutenant dans la réserve, résistant
- Elisabeth (de) (1903–2001), artiste et religieuse
- Wilhelm (1904-1936)

## Décorations
- Ordre de la Couronne de 3e classe[8]
- Chevalier d'honneur de l'ordre de Saint-Jean[8]
- Croix de décoration de service prussien[8]
- Ordre du Mérite militaire bavarois de 3e classe[8]
- Croix de chevalier de 2e classe de l'ordre d'Henri le Lion[8]
- Croix de chevalier de l'ordre de la Couronne de Wende[8]
- Croix de chevalier de l'ordre du Griffon[8]
- Croix de chevalier de 2e classe de l'ordre du Mérite du duc Pierre-Frédéric-Louis avec couronne en argent[8]
- Croix de chevalier de 1re classe de l'ordre d'Albert[8]
- Croix de chevalier de 2e classe de l'ordre du Faucon blanc[8]
- Commandant de 1re classe de l'ordre de la Maison Ducale Saxe-Ernestine[8]
- Commandeur de l'ordre de Léopold II[8]
- Croix de chevalier de l'Ordre du Dannebrog[8]
- Officier de la Légion d'honneur[8]
- Commandeur de l'ordre du Sauveur[8]
- Commandeur de l'ordre royal de Victoria[8]
- Officier de l'ordre des Saints-Maurice-et-Lazare[8]
- Chevalier de l'ordre de la Couronne de Roumanie[8]
- Commandeur de 2e classe de l'ordre de l'Épée[8]
- Officier de l'ordre de l'Éléphant blanc[8]
- Croix de fer (1914) de 2e et 1re classe
- Pour le Mérite avec feuilles de chêne
  - Pour le Mérite le 24 juillet 1917
  - Feuilles de chêne le 23 mars 1918
- Ordre de la Maison Royale de Hohenzollern
  - Croix de chevalier avec épées le 5 juin 1915
  - Croix de commandant avec épées en 1917
- Ordre de l'Aigle rouge de 2e classe avec épées, feuilles de chêne et couronne
- Insigne d'honneur en or du NSDAP le 1er avril 1938[9]